# Andreas Gregor
Andreas Gregor, född den 27 april 1955 i Dresden i Tyskland, är en östtysk roddare.
Han tog OS-guld i fyra med styrman i samband med de olympiska roddtävlingarna 1980 i Moskva.